# Орша (река)
О́рша — река в Тверской области России, левый приток Волги. Длина 72 км, площадь водосборного бассейна 752 км², средний расход воды 3,8 м³/с. На реке расположены посёлки Орша, Сахарово, Аввакумово. Посёлок Орша стоит несколько в стороне от реки из-за изменения со временем её русла, посёлок Аввакумово является пригородом Твери.
Река вытекает из озера Оршинское, одного из Петровских озёр, расположенных в заболоченной местности к северо-востоку от Твери.
В верховьях Орша — узкая и извилистая речка, текущая в заболоченных берегах. Из-за того, что Орша в верховьях течёт по торфяникам, цвет воды в реке коричневый.
В районе посёлков Сахарово и Аввакумово ширина реки увеличивается до 20 метров, скорость течения небольшая.
Около устья ширина реки резко увеличивается из-за подпора Волги.

Притоки: река Шуя и канал бывшего 2-го городского торфопредприятия Твери (у д. Жданово) — справа, а также Каблуковский, Шестинский и Денисовский каналы — слева.

## Данные водного реестра
По данным государственного водного реестра России относится к Верхневолжскому бассейновому округу, водохозяйственный участок реки — Волга от города Тверь до Иваньковского гидроузла (Иваньковское водохранилище), речной подбассейн реки — бассейны притоков (Верхней) Волги до Рыбинского водохранилища. Речной бассейн реки — (Верхняя) Волга до Куйбышевского водохранилища (без бассейна Оки).
Код объекта в государственном водном реестре — 08010100712110000002398

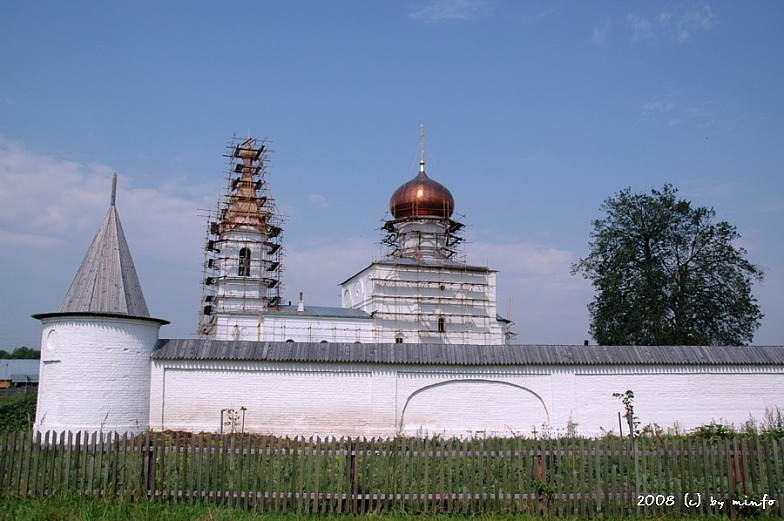
Оршин Вознесенский монастырь

## Достопримечательности
В устье реки — Оршин Вознесенский монастырь.